# Mleczaj kokosowy

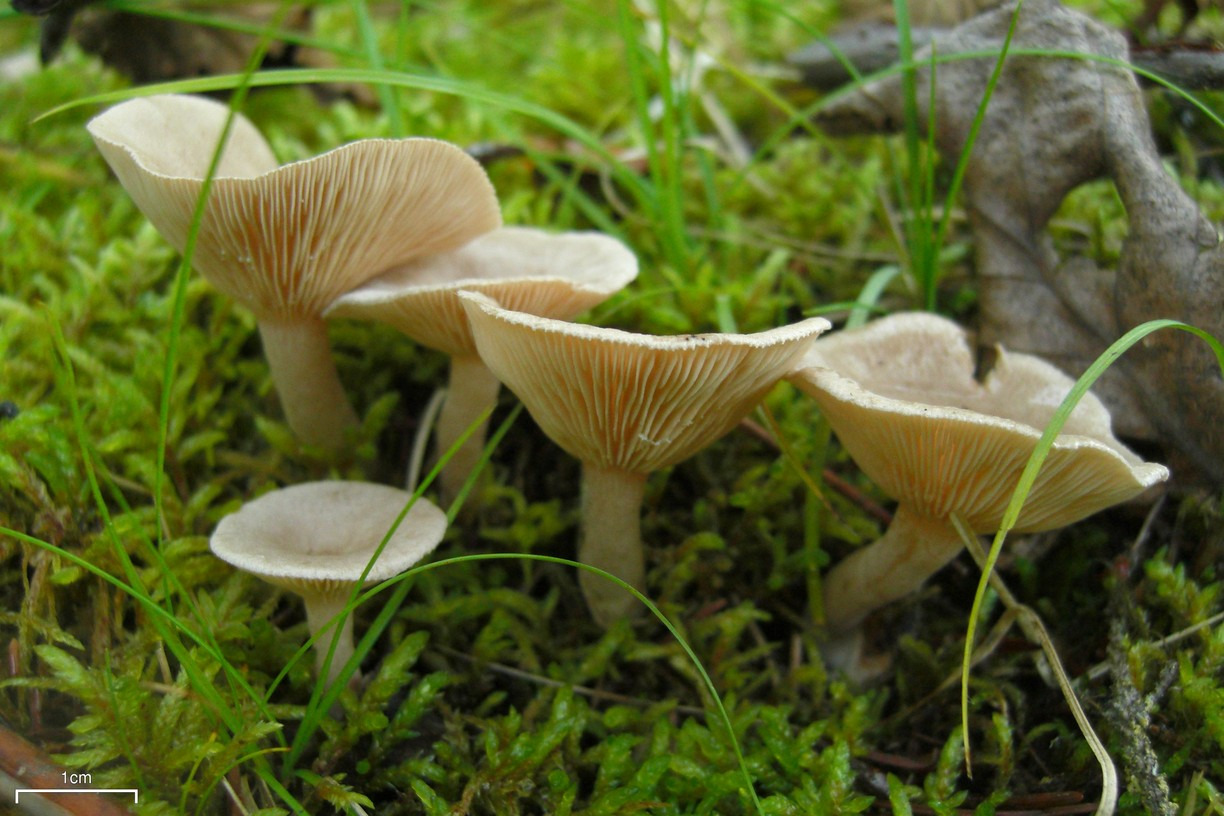

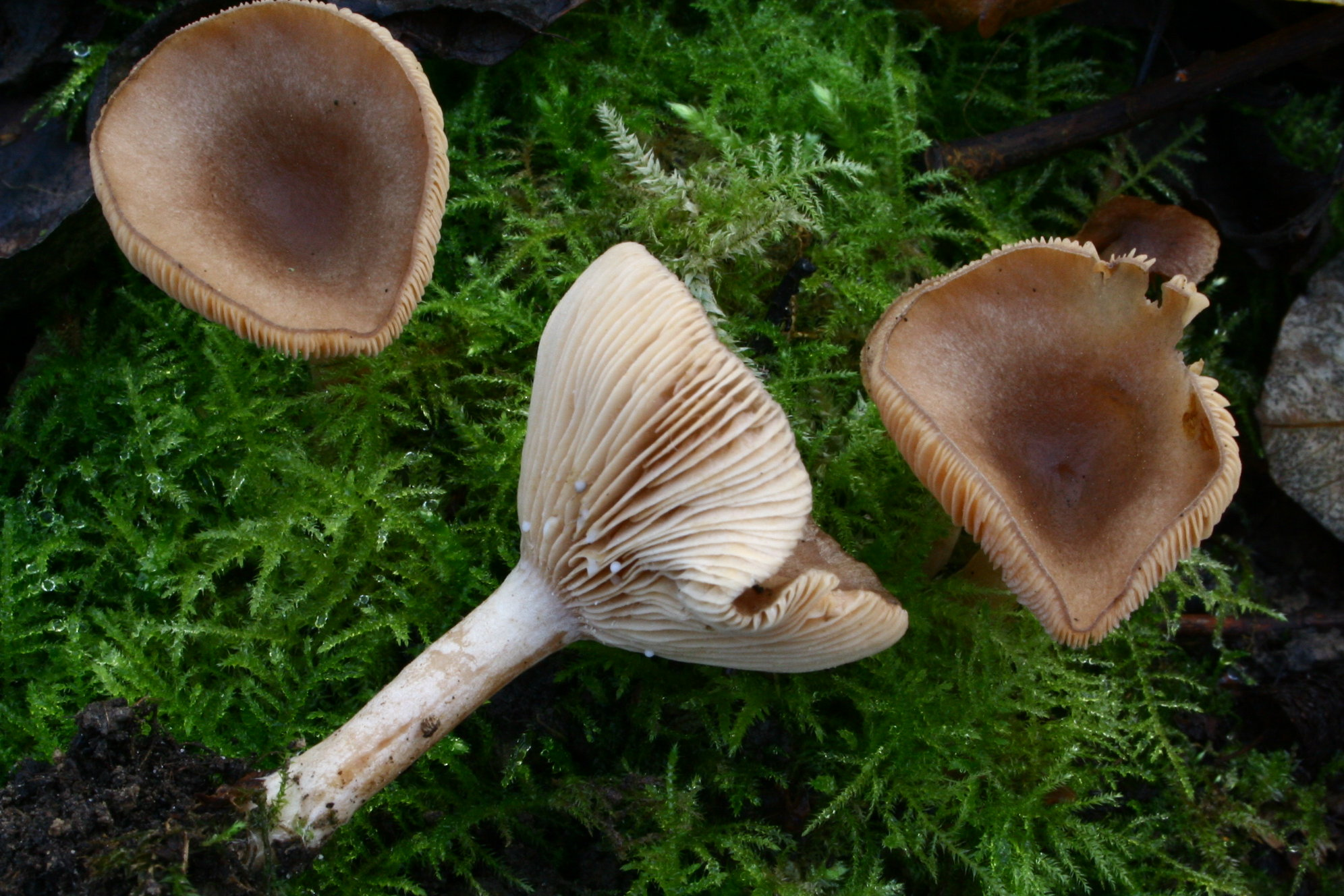

Mleczaj kokosowy (Lactarius glyciosmus (Fr.) Fr.) – gatunek grzybów należący do rodziny gołąbkowatych (Russulaceae).

## Systematyka i nazewnictwo
Pozycja w klasyfikacji według Index Fungorum: Lactarius, Russulaceae, Russulales, Incertae sedis, Agaricomycetes, Agaricomycotina, Basidiomycota, Fungi.
Gatunek ten został poprawnie zdiagnozowany taksonomicznie po raz pierwszy przez Eliasa Friesa (jako Agaricus glyciosmus) w drugim tomie „Observationes mycologicae præcipue ad illustrandam Floram Svecicam” z 1818 r., następnie, w „Epicrisis systematis mycologici” z 1838 r. został przez niego przeniesiony do rodzaju Lactarius. Niektóre synonimy naukowe:

- Agaricus glyciosmus Fr. 1818
- Galorrheus glyciosmus (Fr.) P. Kumm. 1871
- Lactarius impolitus sensu auct. 2005
- Lactifluus glyciosmus (Fr.) Kuntze 1891

Nazwę polską podał Władysław Wojewoda w 2003 r. W polskim piśmiennictwie mykologicznym gatunek ten opisywany był też pod nazwami: mleczaj słodkawy i mleczaj wonny.

## Morfologia
Kapelusz
Średnica 1–5,5 cm, młode owocniki są płaskie, w miarę wzrostu rozprostowują się. Posiadają niewielki, stożkowaty garb. Brzeg początkowo podwinięty z omszonym kantem, potem równy i krótko karbowany. Powierzchnia początkowo omszona, oszroniona i błyszcząca, potem jedwabista, czasami z niewyraźnymi pręgami. Barwa jasna: liliowoszara, różowo-żółtawo-szara, lilioworóżowa lub jasnoszara z cielistym odcieniem. W stanie podeschniętym staje się jeszcze jaśniejsza: szarożółtawa, lub białawo-różowo-szara.
Hymenofor
Blaszkowy, blaszki barwy kremowej lub bladoochrowej, prosto przyrośnięte lub lekko zbiegające na trzon, o różnej długości (mieszane), czasami rozwidlone, gęsto rozstawione.
Trzon
Wysokość 1,5–7 cm, grubość 0,2–0,8 cm, walcowaty. Łamliwy, początkowo pełny, potem pusty. Powierzchnia początkowo biało oszroniona, potem gładka, podczas wysychania błyszcząca. Ma barwę od białawej do słabo różowej. W uciśniętych miejscach u starszych owocników po pewnym czasie trzon staje się żółtawy.
Miąższ
Zbudowany z kulistawych komórek, które powodują jego specyficzną kruchość i nieregularny przełam. Barwy białawej, kruchy, o miękkiej konsystencji, charakterystycznej, przypominającej miąższ orzechów kokosa właściwego i lekko gorzkim posmaku.
Mleczko
U młodych okazów wydziela się obficie, u starszych słabo. Jest wodnistobiałe. W pierwszej chwili ma łagodny smak, później jednak ostry.
Cechy mikroskopowe
Wysyp zarodników kremowy. Zarodniki elipsoidalne, o wymiarach 7–8,5×5,5–7 μm, pokryte brodawkami połączonymi częściowo listewkami tworzącymi niepełny siateczkowaty wzór. Cystydy licznie występują zarówno na ostrzu blaszek, jak i na ich boku. Są wrzecionowate, o rozmiarze 40–70,5× 6–8 μm.

## Występowanie i siedlisko
Jest szeroko rozprzestrzeniony w Europie (w tym na Islandii), Ameryce Północnej, Azji, występuje także na Nowej Zelandii. W Polsce nie jest rzadki, w piśmiennictwie mykologicznym opisano jego występowanie na licznych stanowiskach na terenie całego kraju.
Naziemny grzyb mykoryzowy. Występuje w różnego typu lasach i zaroślach, parkach miejskich, na obrzeżach lasów w obecności brzóz (Betula sp.). Preferuje kwaśne gleby. W Europie wytwarza owocniki od sierpnia do października.

## Znaczenie
Grzyb jadalny, jednak mało smaczny. Po odpowiednim przyrządzeniu można go spożywać.